# 秋田県立能代高等学校二ツ井キャンパス
秋田県立能代高等学校二ツ井キャンパス（あきたけんりつのしろこうとうがっこうふたついキャンパス）は、秋田県能代市二ツ井町に所在する公立の高等学校。

## 設置学科
- 普通科
  - 3期生（3学年で修了課程）
  - 4期生（4学年で修了課程）

## 沿革
- 1948年 - 秋田県立能代南高等学校の定時制分校として設置。
- 1953年 - 秋田県立能代高等学校の定時制分校になる。
- 1960年 - 昼間家庭科の設置などを経て、1964年に定時制課程のみを置く二ツ井高等学校として開校。同時に藤里町に分校を設置した。
- 1961年 - 全日制課程も設置される。
- 1978年 - 分校が閉校。
- 1981年 - 定時制の募集を停止。普通科 のみを置く全日制高校となった。
- 2019年 - 全日制の募集を停止し、2020年度まで昼間定時制と全日制の併設になる。
- 2021年4月 - 秋田県立能代高等学校の定時制分校になり、秋田県立能代高等学校二ツ井キャンパスに改称。

## 部活動
- 運動部
  - 硬式野球部、フェンシング部、陸上競技部、バドミントン部（女子）、ソフトテニス部（女子）、卓球部
- 文化部
  - 吹奏楽部、演劇部、科学部、美術・書道部、インターアクトクラブ

## 交通
- JR東日本奥羽本線二ツ井駅徒歩7分